# What's Your Reputation Worth?
What's Your Reputation Worth? è un film muto del 1921 diretto da Webster Campbell.

## Trama
Dovendo divorziare dalla moglie, Anthony Blake chiede alla sua segretaria, Cara Deene, di aiutarlo apparendo come correa nella causa di divorzio. La moglie di Blake, un giorno, però accusa Cara di fare tutto per denaro; non solo, ma di essere anche innamorata del marito. Cara, credendo che i due coniugi vogliano riconciliarsi, lascia il suo lavoro ma ben presto si trova in grosse difficoltà finanziarie. Quando la giovane richiede l'aiuto di Blake, i due hanno un chiarimento e Blake si dichiara alla segretaria che è sempre stata innamorata di lui.

## Produzione
Il film fu prodotto dalla Vitagraph Company of America.

## Distribuzione
Distribuito dalla Vitagraph Company of America, il film - presentato da Albert E. Smith - uscì nelle sale cinematografiche statunitensi nel marzo 1921. In Danimarca, fu distribuito il 1º ottobre 1925 con il titolo Hvad Kvinder ofrer.